# Gerard Kloek
Gerard Kloek, ook Cloe(c)k (Alkmaar, 1703 – aldaar, 29 februari 1760) was in de 18e eeuw een burgemeester van de Noord-Hollandse plaats Alkmaar.

## Leven en werk
Kloek was de jongste zoon van Barent Kloek en Anna de Moll. Hij werd op 9 september 1703 gedoopt in Alkmaar. Hij studeerde rechten aan de Universiteit van Harderwijk, waar hij in 1725 promoveerde. Hij trouwde op 16 maart 1727 in Alkmaar met Cornelia Witten (soms aangeduid als Witte), dochter van Herman Witte(n) en Maria Elisabeth Pelgrom. Uit dit huwelijk zijn zeven kinderen bekend. Hun zoon Willem Jacob werd evenals zijn vader burgemeester van Alkmaar en hun zoon Jan werd burgemeester van Monnickendam.
Na het voltooien van zijn studie werd Kloek onder meer schepen (enkele malen in de periode 1728-1749), lid van de vroedschap (1743-1760) en burgemeester (enkele malen in de periode 1750-1760) van Alkmaar. Hij vervulde daarnaast de functies van gecommitteerde, raad en baljuw van de Nieuwbrug, kerkmeester en regent van het weeshuis te Alkmaar. Ook was hij gedurende twee perioden (van 1753 tot 1755 en van 1757 tot 1759) lid van de Gecommitteerde Raden van Holland in het Noorderkwartier. In een ode ter gelegenheid van hun 25-jarig huwelijk stond vooral zijn carrière als burgemeester centraal en werd hij tevens aangeduid als hoofdingeland van De Zijpe. Van De Zijpe was hij ook heemraad. Hij overleed op 29 februari 1760 op 56-jarige leeftijd in zijn woonplaats Alkmaar. Op 7 maart werd hij bijgezet in een graf in de Grote Kerk te Alkmaar. Zijn vrouw overleed ruim een jaar later en wel op 3 oktober 1761.
Portretten van Gerard Kloek en Cornelia Witten van de hand van P.F. de la Croix hangen in het Stedelijk Museum Alkmaar.

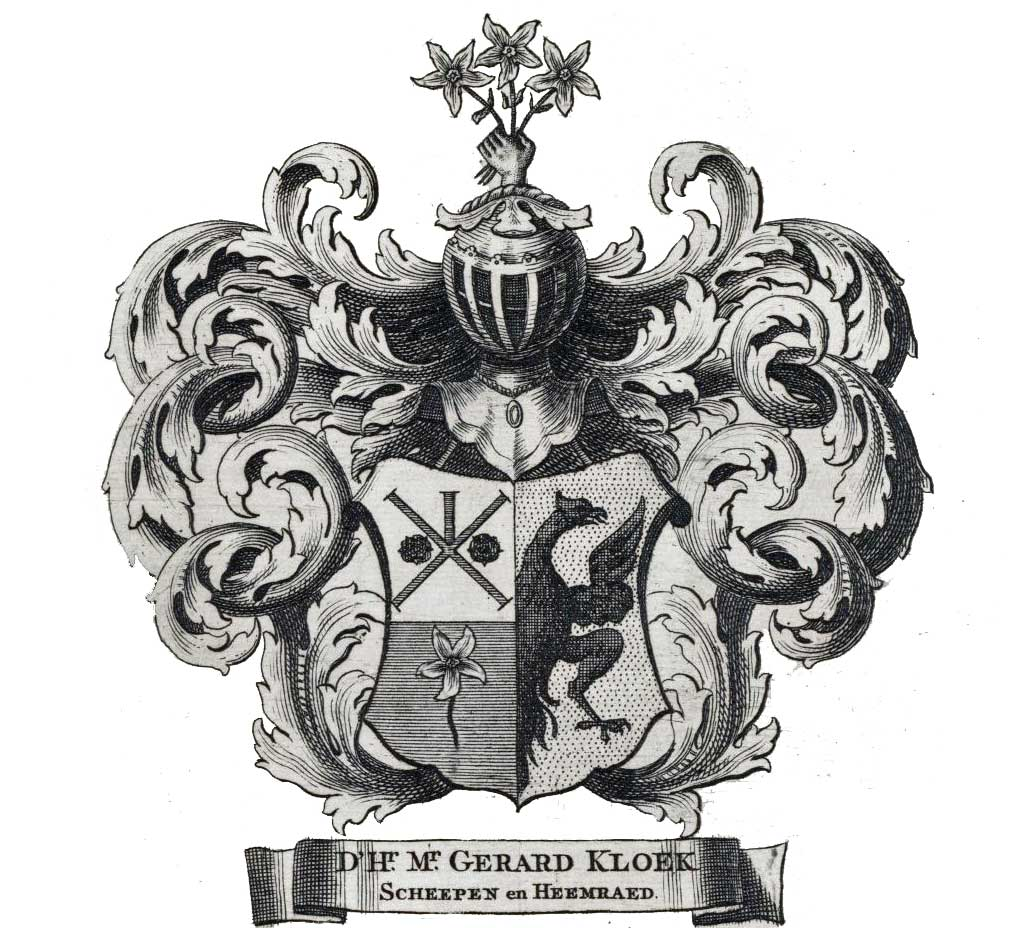
Wapen van Gerard Kloek als schepen en heemraad van De Zijpe